# Tu rostro mañana
El teu rostre demà és la desena novel·la de Javier Marías. Narra la història de Jaime Deza, un acadèmic espanyol al servei de l'MI5, que ha tornat a Oxford després de separar-se. Deza és també el personatge d'una novel·la prèvia,Todas las almas (1989), novel·la que acaba quan torna d'Oxford a Madrid.
En principi pensada per ser un projecte de dos volums, Tu rostro mañana va acabar sent una novel·la d'unes 1.592 pàgines, tres volums i set parts: Fiebre, Lanza, Baile, Sueño, Veneno, Sombra i Adiós. El primer volum es va publicar en 2002, el segon el 2004 i l'últim el 24 d'octubre de 2007, a Espanya.